# Sidi Naamane
Sidi Naamane là một đô thị thuộc tỉnh Médéa, Algérie. Dân số thời điểm năm 2002 là 21.478 người.